# Gallerie di palazzo Leoni Montanari
Palazzo Leoni Montanari è un edificio barocco sito a Vicenza e risalente al 1678. Ospita al suo interno un importante museo (noto come le Gallerie d'Italia - Vicenza) in cui sono raccolti alcuni capolavori della pittura veneta del Settecento e una collezione di antiche icone russe.

## Il palazzo

### Storia
Il palazzo nacque dall'esigenza della famiglia Leoni Montanari di promuoversi socialmente all'interno della nobiltà vicentina. La famiglia si era infatti guadagnata nel corso della seconda metà del Seicento una solida posizione nella produzione e commercio dei tessuti e la costruzione dell'edificio serviva da testimonianza alle proprie ambizioni di emancipazione sociale. Il palazzo fu eretto laddove i Leoni Montanari già possedevano i propri stabili, accogliendo all'interno dell'abitazione sale per la filatura della seta. Questa scelta ebbe ripercussioni sullo stile della facciata e degli interni, che si distaccavano quindi dal classicismo rinascimentale di Andrea Palladio.
La costruzione fu ultimata in due fasi distinte e ebbe termine solo nella seconda metà del Settecento. Il progetto è stato probabilmente firmato dall'architetto lombardo Giuseppe Marchi e dall'impresa edilizia dei Borrella. Furono chiamati ad operare notevoli artisti come i pittori Giuseppe Alberti e Ludovico Dorigny, lo scultore Angelo Molinari e la famiglia di Andrea Paracca, rinomati stuccatori di Valsolda. Le decorazioni del 1692 ebbero come tema la mitologia greca-romana e furono realizzate con gli affreschi di Paolo Pagani.
Nel 1808 il palazzo fu ereditato dal conte Girolamo Egidio Velo alla morte della nonna Laura Conti Montanari. Egli fece importanti e prestigiose scoperte archeologiche, era un appassionato collezionista di antichità greche e romane. Il conte volle arricchire la decorazione del piano nobile del palazzo con stucchi e affreschi in stile neoclassico, stravolgendone in parte l'assetto barocco.
Dopo alcuni ulteriori passaggi di proprietà, nel 1908 la prestigiosa residenza cittadina diveniva proprietà della Banca Cattolica Vicentina, divenuta nel 1930 Banca Cattolica del Veneto. L'istituto bancario fece di Palazzo Leoni Montanari la propria sede sociale, stabilendovi la direzione generale. L'edificio fu fortunosamente risparmiato dai violenti bombardamenti che, durante la seconda guerra mondiale, investirono questa zona della città.
Nel gennaio 1990 subentrò il Banco Ambrosiano Veneto che scelse di liberare l'edificio dalle funzioni di rappresentanza e di renderlo sede delle sole attività legate alla politica culturale dell'istituto. Nel corso degli anni novanta Palazzo Leoni Montanari è stato sede di numerose iniziative culturali come mostre, convegni e concerti.
La proprietà ora è di banca Intesa Sanpaolo che l'ha inserita all'interno dei circuito Gallerie d'Italia.

### Descrizione
All'interno del palazzo troviamo sale ricche di decorazioni, affreschi e stucchi con soggetti che si richiamano spesso alla tradizione classica greco-romana. Molto frequenti sono le allegorie. Al piano terreno domina al lato ovest del cortile la loggia di Ercole così chiamato dal gruppo di Ercole che uccide il drago Ladone, collocato nella nicchia al primo piano.
Lo scalone che conduce al primo piano presenta, nei sopraporta, l'aquila e il leone dei Leoni Montanari. Dal terzo pianerottolo la porta sinistra conduce al salone di Apollo sul cui soffitto sta il trionfo di Apollo con le Muse e Saturno, mentre alle pareti Apollo e Diana uccidono i figli di Niobe e Apollo fa crescere a Mida le orecchie d'asino. appartenenti al periodo neoclassico sono gli stucchi del soffitto e alle pareti; nel fregio, dopo il ritratto, primo a destra entrando, di Girolamo Egidio di Velo committente del ciclo, sono episodi dell'Iliade, su falsariga di disegni e gessi di Antonio Canova: Briseide tolta ad Achille; Achille riporta il cadavere di Patroclo; l'Aurora e il Sole fugano le stelle; il giudizio di Paride. Vi sono poi trofei e tripodi, il sarcofago con le civette di Pallade e l'arpa di Apollo.  Nei medaglioni, legati a festoni e nastri, personaggi dell'epica di Omero.
La sala dell'Antico Testamento mostra sul fregio episodi veterotestamentari come il Passaggio del Mar Rosso, il Giudizio di Salomone, il Convito di Baldassarre. L'adiacente sala dell'antica Roma presenta sul fregio, verso la strada, il Ratto delle Sabine la Morte di Sofonisba, la Continenza di Scipione, Coriolano fermato dalla madre.
Nell'anticamera dei quattro elementi negli stucchi dei sopraporta sono raffigurati i quattro elementi: Aria, Acqua, Terra e Fuoco. Segue la sala della civiltà europea. Qui, sulla cappa del camino articolato trofeo con sopra l'Europa, sul globo, ossequiata dall'America. Sotto le travature decorate, le Virtù europee (in senso antiorario, dall'angolo destro, concordia, Eloquenza, Ponderazione e Sapienza). Entro i cartigli dei sopraporta ci sono i Quattro Continenti: L'America con freccia e faretra; di fronte, l'Africa con la proboscide; l'Asia che ossequia l'Europa incoronata. Lungo le pareti Alessandro Magno davanti al cadavere di Dario, il vincitore taglia il nodo gordiano e conquista l'Asia; Cesare vittorioso si accinge alla campagna d'Africa; Cristoforo Colombo scopre l'America. Nel fregio, sotto le travature, affreschi esaltanti aspetti della civiltà europea trionfante: sulle finestre, la scienza e l'arte dei Greci (Euclide, Pitagora, Tolomeo e le Grazie).
Nella fastosa galleria della Verità dagli esuberanti stucchi sono raffigurate, nella fascia inferiore, le Muse: otto nei lati lunghi e sulle finestre, la nona (Calliope) nel sopraporta occidentale assieme a Mercurio, Pegaso e Bacco. Al centro del soffitto a padiglione, affresco di Giuseppe Alberti, con il Tempo, la Verità, e la Giustizia che rivendicano la Verità; attorno, sei fatiche di Ercole (entrando dall'Anticamera, verso destra: Ercole con il cadavere di Nesso e Deianira con la veste fatale; doma il toro di Creta; libera Prometeo; al bivio tra Virtù e Lussuria; bambino, strozza i serpenti; aiuta Atlante a sostenere il mondo). Tra le finestre ad oriente due fauni sostengono una consolle sormontata da specchio.
Seguono la sala degli stemmi, la sala dei fauni, la sala dell'Eneide con parti di affreschi di Louis Dorigny (Didone sacrifica il toro, Enea fugge da Troia con il padre Anchise ed il figlio Ascanio; duello di Enea e Turno), l'anticappella (sul soffitto Trionfo della Virtù sulla Fortuna) e la cappella con figure mitologiche ed allegoriche.
Nella loggia d'Ercole, nelle tre crociere ribassate vi sono ovati a monocromo: muovendo dall'ingresso dell'ex Quadreria, Nettuno e Anfitrite, Venere con Adone e Cupido, Apollo ed Eliotropo, Rea e Attis, Minerva nasce dalla testa di Giove, Mercurio e un'anima nell'Ade, Saturno divora il figlio, Marte e Rea con Romolo allattati dalla lupa, Vulcano nella sua officina, Proserpina rapita, Giunone ed Eolo, Diana e Atteone. Entro la nicchia, Ercole uccide il drago Ladone.

## Gallerie d'Italia - Vicenza

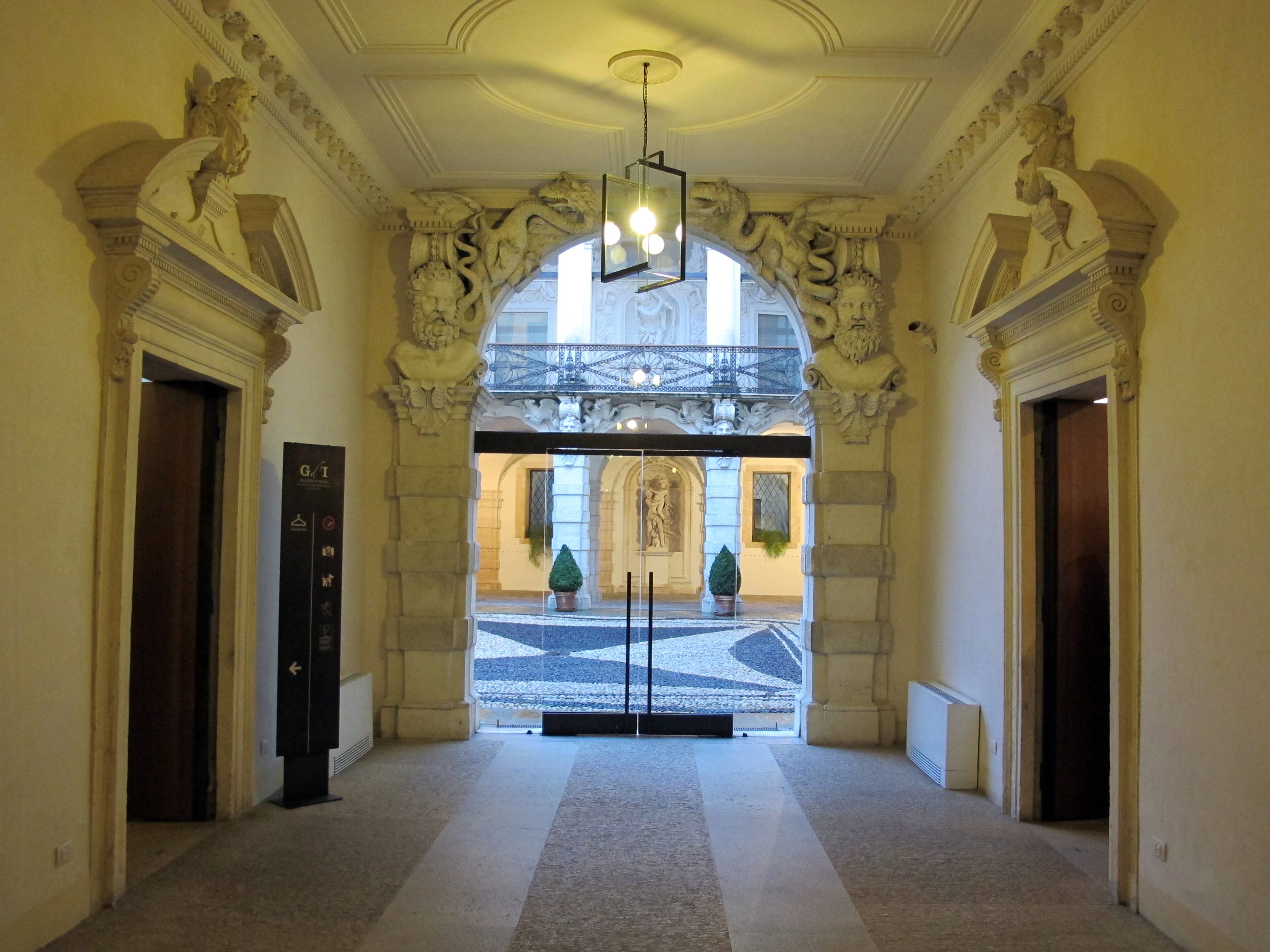
Cortile

Nel maggio del 1999 il palazzo barocco si è aperto al pubblico in forma museale, nell'attuale denominazione di Gallerie di Palazzo Leoni Montanari, ospitando due collezioni permanenti di pittura veneta del Settecento e di antiche icone russe, oltre a numerose esposizioni temporanee. Dal 2018 è stata tolta l'esposizione permanente di icone russe, preferendosi lasciare spazio alle mostre temporanee.
Il palazzo possiede anche una grande raccolta di vasi dipinti della Grecia e della Magna Grecia (oltre 500, di cui una  parte esposti), provenienti dall'area archeologica di Ruvo di Puglia.
Negli uffici adiacenti sono allestiti una vasta biblioteca di arte e cultura russa e un laboratorio di restauro.
Opere di rilievo della collezione permanente
- Trionfo allegorico, affresco strappato e riportato su tela realizzato da Giambattista Tiepolo nel 1757
- San Giuseppe col Bambino, olio su tela di Giandomenico Tiepolo (1760-1770)
- Veduta ideale di Vicenza con celebrazione allegorica di Andrea Palladio, olio su tela di Francesco Zuccarelli (1746)
- Capriccio con chiesa gotica e laguna, olio su tela di Canaletto (1720-1721)
- Veduta del Castello e della piazza Contarena a Udine, olio su tela di Luca Carlevarijs (1720)
- Piazza San Marco verso San Geminiano, olio su tela di Francesco Guardi (1775-1780)
- L'elefante , olio su tela di Pietro Longhi (1774)
- Caduta degli angeli ribelli[2]